# Kritzow
Kritzow ist eine Gemeinde im Osten des Landkreises Ludwigslust-Parchim in Mecklenburg-Vorpommern. Sie wird vom Amt Eldenburg Lübz mit Sitz in der Stadt Lübz verwaltet.

## Geografie und Verkehr
Die Gemeinde liegt südlich der Bundesstraße 191, etwa sechs Kilometer östlich von Lübz und zirka neun Kilometer westlich von Plau am See. Die Gemeinde liegt zwischen zwei Endmoränenzügen im Osten bei Schlemmin und im Westen bei Benzin. Höchste Punkte im Gemeindegebiet sind der Pavilljönkenberg mit 101 m ü. NHN und zwei unbenannte Erhebungen, zum einen ein 107,8 m hoher Hügel im Waldgebiet Schlemminer Tannen im Südwesten und weiterhin eine 103 m messende Anhöhe nördlich von Benzin. Östlich des Ortes Kritzow liegt der gleichnamige Kritzower See. Östlich des Sees liegt das Waldgebiet Blockkoppel.

### Ortsteile
- Benzin
- Kritzow
- Schlemmin[2]

## Geschichte
Kritzow wurde 1300 als Critsow und Lehen der Familie Redickesdorf erwähnt. Der Name Kritzow stammt vom altslawischen krikŭ für Schrei ab und deutet auf den Lokator Krič hin, also Ort des Krič.
Die Gegend um Kritzow wurde schon seit Urzeiten bewohnt. In der Nähe des Ortes wurde ein bronzezeitliches Messer gefunden. Kritzow wurde ab 1438 herzoglicher Besitz. Das Pächterhaus wurde 1757 erbaut und 1873 erheblich umgebaut und zu DDR-Zeiten als Gemeindesitz und Kindergarten benutzt. Der Ort bestand bis zum Ersten Weltkrieg nur aus zwei parallelen Katenreihen.
Am 1. Januar 1951 wurden die bisher eigenständigen Gemeinden Benzin und Schlemmin eingegliedert.
Benzin wurde als Bentcin 1300 erstmals urkundlich erwähnt. Der Name Benzin stammt vom altslawischen bąk für Schrei ab und deutet auf den Lokator Bęka hin, also Ort des Bęka. Die kleine Fachwerkkirche stammt aus der zweiten Hälfte des 16. Jahrhunderts.
Schlemmin  übernahm den Namen eines verschwundenen Ortes und ist 1570 als landesherrlicher Bauhof und 1700 als Staatsdomäne erwähnt. 1931 erfolgte die Aufsiedelung der  541 ha großen Domäne. Das Pächterhaus stammt von 1870. Bei Schlemmin stieß am 3. Mai 1945 eine Aufklärungskompanie der US-Armee unter Oberleutnant William A. Knowlton auf die Rote Armee.

## Politik

### Gemeindevertretung und Bürgermeister
Der Gemeinderat besteht (inkl. Bürgermeister) aus 6 Mitgliedern. Die Wahl zum Gemeinderat am 26. Mai 2019 hatte folgende Ergebnisse:
| Partei/Bewerber                           | Prozent | Sitze |
| ----------------------------------------- | ------- | ----- |
| Unabhängige Wählergruppe Gemeinde Kritzow | 59,02   | 3     |
| Wählergruppe Benzin                       | 28,45   | 2     |
| Wählergruppe Feuerwehr                    | 12,53   | 1     |

Bürgermeister der Gemeinde ist Marcel Beck.

### Wappen, Flagge, Dienstsiegel
Die Gemeinde verfügt über kein amtlich genehmigtes Hoheitszeichen, weder Wappen noch Flagge. Als Dienstsiegel wird das kleine Landessiegel mit dem Wappenbild des Landesteils Mecklenburg geführt. Es zeigt einen hersehenden Stierkopf mit abgerissenem Halsfell und Krone und der Umschrift „GEMEINDE KRITZOW“.

## Kultur
Einmal im Jahr findet mit der „Camakavum“ um das Gelände der Ziegelei Benzin ein Festival mit internationalen Acts für Fans der elektronischen Musik mit Schwerpunkt auf Psytrance statt.

## Sehenswürdigkeiten

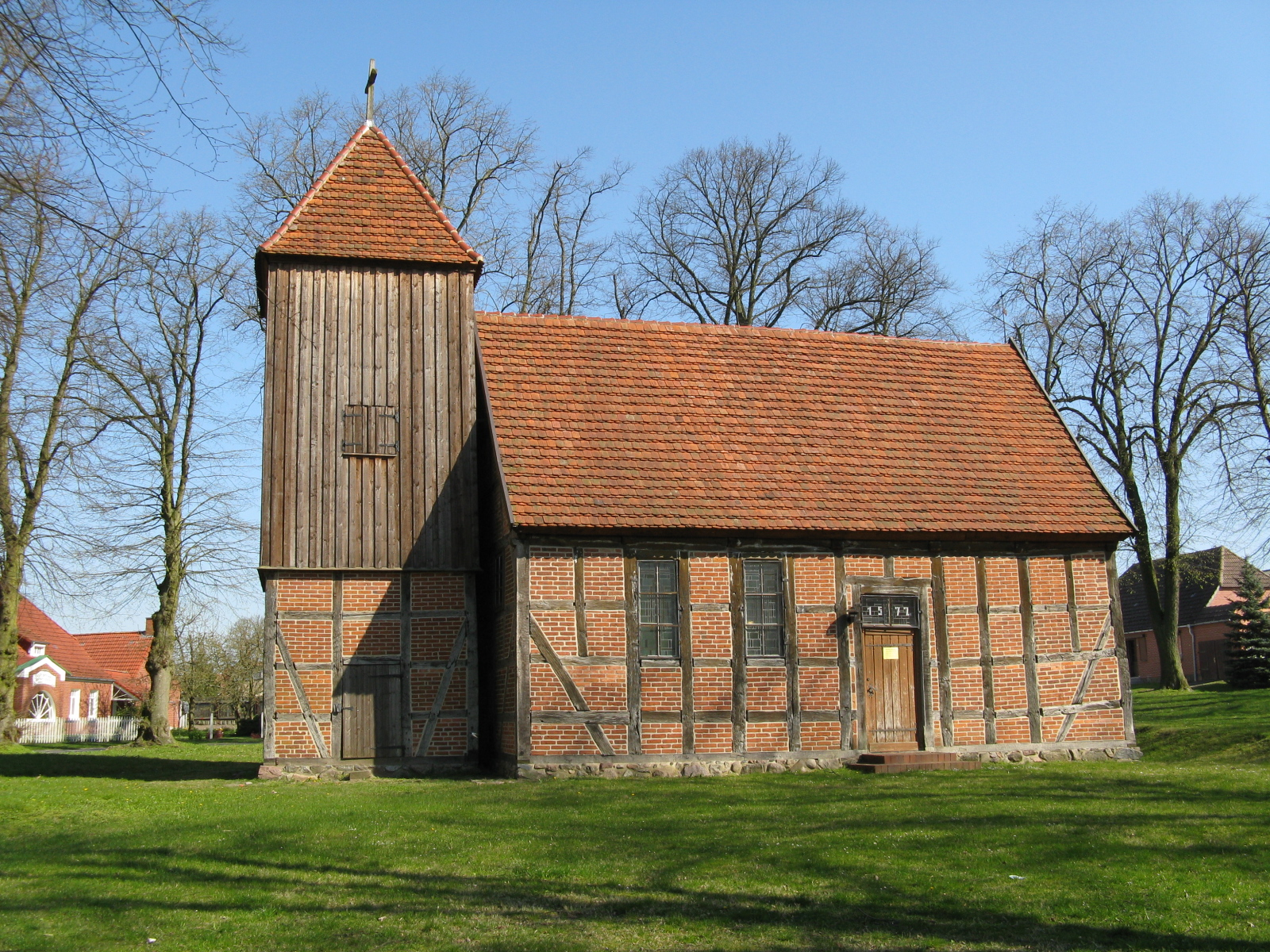
Dorfkirche in Benzin

- Dorfkirche Benzin als kleine Fachwerkkirche aus der zweiten Hälfte des 16. Jahrhunderts; Westturm mit Zeltdach; Innen: Schnitzaltar (16. Jh.), Predella (Sockel) mit dreiteiligem Aufsatz (17. Jh.), spätgotisches Kruzifix (gem. Dehio).
- Industriedenkmal Ziegelei Benzin, Teil der Lehm- und Backsteinstraße
- Historisches Kopfsteinpflaster
- Kritzower See mit Badestränden in Barkow, Broock, Kritzow und Schlemmin